# Nivellering (financieel)
Nivellering is het proces waarbij men in een bepaald opzicht een gelijk(er) niveau probeert te bereiken. Meer specifiek bedoelt men vaak het gelijktrekken van de inkomens door ingrijpen van de overheid. Hiervoor bestaan verschillende redenen en instrumenten. Denivellering is het tegengestelde van nivellering.

## Redenen voor nivellering
Overheden nivelleren vaak, volgens sommigen ten onrechte, vanuit het gelijkheidsbeginsel. Tegenstanders claimen dat gelijke behandeling niets met het afromen en herverdelen van inkomen te maken heeft. Het is een manier voor de overheid om welvaart naar lagere inkomensgroepen over te dragen. Dit kan ook een economisch motief hebben: mogelijk zal er meer geld worden uitgegeven, zodat de consumptie toeneemt. Ook vinden sommige politieke partijen dat belastingkosten zodanig verdeeld moeten worden dat "de sterkste schouders de zwaarste lasten dragen".
Daar staat tegenover dat nivellering de motivatie om (meer) te gaan werken of een beter betaalde functie te bemachtigen en behouden zou kunnen verminderen. De economisch sterkeren zouden kunnen besluiten te emigreren of hun inkomen dusdanig te herstructureren waardoor dit aan buitenlandse belasting onderhevig zal zijn. Dit leidt tot een uittocht van kennis en uitholling van de belastinggrondslag.

## Instrumenten
Nivellering van bruto inkomens (en als gevolg daarvan van netto inkomens) kan bijvoorbeeld binnen een bedrijf doordat de werkgever bij lagere inkomens een relatief hoge loonsverhoging toekent (bijvoorbeeld doordat iedereen een vast bedrag erbij krijgt).
De overheid kan ook nivellering toepassen bij gegeven bruto inkomens, door zodanige belastingtarieven en andere maatregelen (allerlei bijslagen en toeslagen) dat de besteedbare inkomens onderling relatief minder schelen dan de bruto inkomens; met andere woorden: door een hoge en/of met het inkomen toenemende marginale druk.
Het bekendste is de progressieve belasting, waarbij het belastingpercentage gekoppeld is aan het inkomen of het vermogen van de belastingplichtige. Hoe meer men verdient/heeft, hoe hoger het percentage van het inkomen / vermogen dat men moet afdragen. Het toptarief in Nederland bedraagt momenteel 52%, maar was vroeger 72%. Ook inkomensoverdrachten zoals de bijstandsregeling en de voormalige Zalmsnip, feitelijk een vorm van negatieve belasting, werken nivellerend. Een ander voorbeeld is het inkomensafhankelijk maken van de kinderbijslag, waarbij mensen met een hoger inkomen minder ontvangen. In aanloop naar de kabinetsformatie in 2012 is er veel te doen geweest over het inkomensafhankelijk maken van de zorgpremie (IAP), waarbij mensen met een hoger inkomen meer premie zouden gaan betalen. Nadat hierover veel commotie was ontstaan, heeft men in plaats hiervan gekozen voor een gedeeltelijke afbouw van de algemene heffingskorting (wat nivellerend is), en naast de opbouw van de arbeidskorting bij lage arbeidsinkomsten (denivellerend, stimuleert het werken) een verdergaande afbouw hiervan bij hogere inkomens (nivellerend).